# Tmesisternus gressitti
Tmesisternus gressitti là một loài bọ cánh cứng trong họ Cerambycidae.